# Ngambeg
Ngambeg is een bestuurslaag in het regentschap Lamongan van de provincie Oost-Java, Indonesië. Ngambeg telt 2725 inwoners (volkstelling 2010).